# Robert Naegele

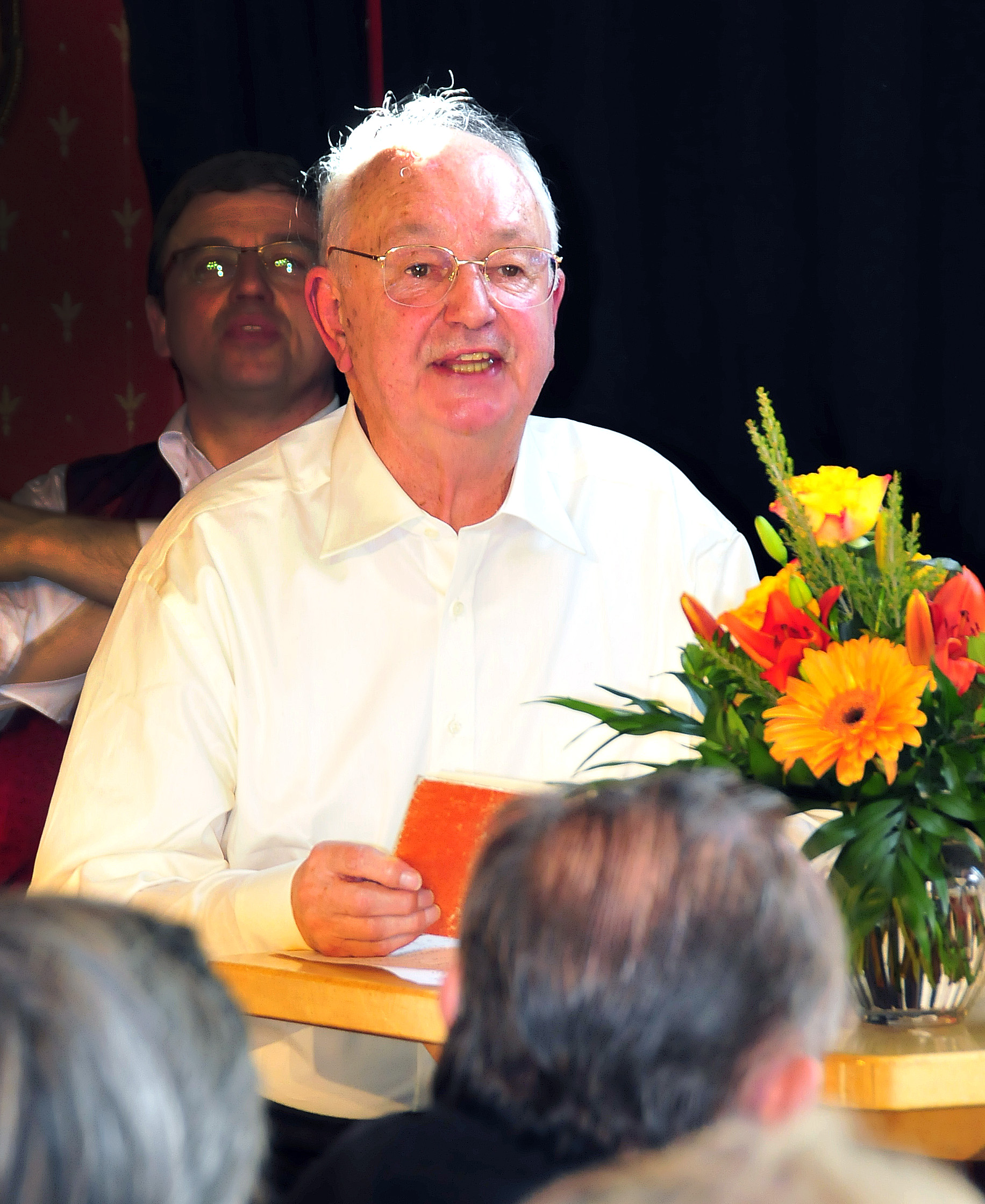
Robert Naegele, 2008

Robert Naegele (* 23. Juni 1925 in Nattenhausen; † 9. Januar 2016 in München) war ein deutscher Schauspieler, Schriftsteller und Hörspielautor.

## Leben
Robert Naegele machte eine Lehre in einer Krumbacher Eisenwarenhandlung, bevor er als Wehrmachtssoldat in Gefangenschaft geriet. Nach seiner Rückkehr schloss er in Ebershausen eine Kaufmannslehre ab und nahm parallel in Memmingen Unterricht bei der Schauspielerin Marga Braune. Von dem Stadttheater Memmingen erhielt Naegele einen Elevenvertrag und bekam nach dem Besuch der Schauspielschulen in Stuttgart und München 1949 sein erstes Engagement in Ulm.
Von 1950 bis 1973 trat er auf folgenden Bühnen auf: Landestheater Coburg, Theater Ulm, Theater der Stadt Trier, Stadttheater St. Gallen, Städtische Bühnen Mainz, Städtische Bühnen Dortmund, Staatstheater Oldenburg, Fritz-Rémond-Theater im Zoo in Frankfurt am Main, Komödie im Marquardt in Stuttgart, Kammerspiele Hamburg, Kammerspiele München, Bayerisches Staatsschauspiel.
Zu seinen Rollen gehörten die Titelrolle in Don Carlos, Bleichenwang in Was ihr wollt, Armand in Anouilhs Colombe, Prinz von Guastalla in Emilia Galotti und Richard  Ratcliff in König Richard III.
Naegele wirkte in Kinofilmen mit und übernahm über 250 Rollen in Fernsehproduktionen. Als Autor schrieb er acht Bücher über seine schwäbische Heimat. Er verfasste Theaterstücke und zahlreiche Hörspiele, außerdem veröffentlichte er die LP Abenteuer der sieben Schwaben.
In 100 Sendungen „Bairisch Herz – Ausgabe Schwaben“ zeichnete er für die Zusammenstellung und Regie verantwortlich. Naegele wurde mit dem Wilhelmine-Lübke-Hörspielpreis und der Goldenen Ehrennadel des Bayerischen Rundfunks ausgezeichnet.  Er war Mitglied der Münchner Turmschreiber, von ihnen wurde er 1998 mit dem Bayerischen Poetentaler ausgezeichnet.
Naegele starb im Januar 2016 im Alter von 90 Jahren in einem Seniorenwohnheim in München. Er wurde auf dem Friedhof von Burlafingen, einem Stadtteil von Neu-Ulm beerdigt.

## Filmografie (Auswahl)
- 1959: Hubertusjagd
- 1960: Die Friedhöfe
- 1963: Dantons Tod
- 1964: Der Seitensprung
- 1965: Gewagtes Spiel (Fernsehreihe) – Das zweite Gesicht
- 1965: Verhör am Nachmittag (Fernsehfilm)
- 1965: Der Nachtkurier meldet (Fernsehreihe) – Vor Wieland wird gewarnt
- 1965–1970: Das Kriminalmuseum (Fernsehreihe)
  - 1965: Die Brille
  - 1970: Wer klingelt schon zur Fernsehzeit
- 1966: Oberst Chabert
- 1966: Der Fall Rouger
- 1966–1970: Die seltsamen Methoden des Franz Josef Wanninger
  - 1966: Die Familienfeier
  - 1970: Kochkünste
- 1967: Der Diamantenprinz (Jack of Diamonds)
- 1967: Verräter (Fernseh-Dreiteiler)
- 1969: Madame und ihre Nichte
- 1969: Hugo der Weiberschreck
- 1969: Ehepaar sucht gleichgesinntes
- 1969: Liebe durch die Hintertür
- 1969: Herzblatt oder Wie sag ich’s meiner Tochter?
- 1970: Pater Brown – Skandal um Gloria
- 1970: Der Portland-Ring
- 1970: Der Kommissar – Messer im Rücken
- 1971: Chopin-Express
- 1971: Die Zelle
- 1971: Sie liebten sich einen Sommer
- 1972: Hoopers letzte Jagd (TV-Zweiteiler)
- 1972–1988: Tatort (Fernsehreihe)
  - 1972: Kennwort Fähre
  - 1974:  Der Mann aus Zimmer 22
  - 1975: Schöne Belinda
  - 1978: Schwarze Einser
  - 1979: Alles umsonst
  - 1981: Usambaraveilchen
  - 1988: Sein letzter Wille
- 1972: Hamburg Transit: Der Blechsarg
- 1973: Lokaltermin, Folge: Die Herrenpartie
- 1974: Zwei himmlische Dickschädel
- 1974: Gemeinderätin Schumann (Fernsehserie)
- 1975: Das Haus der Krokodile
- 1975: Spannagl & Sohn (Fernsehserie)
- 1975: Bitte keine Polizei (Fernsehserie, Folge: Diamanten vom Himmel)
- 1975: Hoftheater (Fernsehserie)
- 1976: PS
- 1976: Das Brot des Bäckers
- 1976: Die Elixiere des Teufels
- 1978: Der Alte: Nachtmusik
- 1979: Die Buddenbrooks
- 1979: Götz von Berlichingen mit der eisernen Hand
- 1979: Jauche und Levkojen
- 1980: Musik auf dem Lande
- 1980–1995: Derrick (Fernsehserie)
  - 1980: Unstillbarer Hunger
  - 1985: Schwester Hilde
  - 1985: Toter Goldfisch
  - 1989: Mozart und der Tod
  - 1995: Derricks toter Freund
- 1983: Die Krimistunde (Fernsehserie, Folge 5, Episode: "Auch große Männer können sterben")
- 1985: Die Krimistunde (Fernsehserie, Folge 17, Episode: "Der Tag der Hinrichtung")
- 1985: Treffpunkt Leipzig
- 1988: Polizeiinspektion 1 – Einmal im Leben
- 1989: Wallers letzter Gang
- 1990: Die unendliche Geschichte II – Auf der Suche nach Phantásien
- 1992: Der König von Bärenbach (Fernsehserie)
- 1995: Ein Herz für Laura
- 2005: Ein Geschenk des Himmels

## Schriften
- Bäsla und Vetterla. Heitere und besinnliche Rundfunk-Sonntagswecker-Geschichten. Allgäuer Zeitungsverlag, Kempten 1989, ISBN 3-88006-140-8.
- Damals in unserem schwäbischen Dorf. Heitere Geschichten von alten Handwerkern, Handelsleuten u. a. Siacha. 2. Aufl. Dietrich, Memmingen 1983, ISBN 3-87164-093-X.
- Nägele mit Köpf. Ludwig, München 1993, ISBN 3-7787-3455-5.
- Schwäbisch g'schnaufet. Geschichten und Schwätzla. Allgäuer Zeitungsverlag, Kempten 1987, ISBN 3-88006-125-4.
- Schwäbische Lausbubengeschichten 2. Aufl. Dietrich, Memmingen 1982, ISBN 3-87164-070-0.
- Schwäbische Weihnachtsgeschichten. Aus vergangener und heutiger Zeit. 3. Aufl. Dietrich, Memmingen 1994, ISBN 3-87164-129-4.
- Um rührende Erinnerungen. Geschichten von Schwaben und anderen Leut’. Dietrich, Memmingen 2007, ISBN 978-3-87164-168-8.
- Vakanz beim Opa. Dietrich, Memmingen 1984, ISBN 3-87164-110-3.
- Vom Lausbub zum Gottvater. Heiter und hintersinnige Geschichten. Dannheimer, Kempten 2000, ISBN 3-88881-037-X.
- Wer hilft Frau Schräubele? Schwäbische Szenen. Dannheimer, Kempten 2015, ISBN 978-3-88881-077-0